# 아키야마 미오

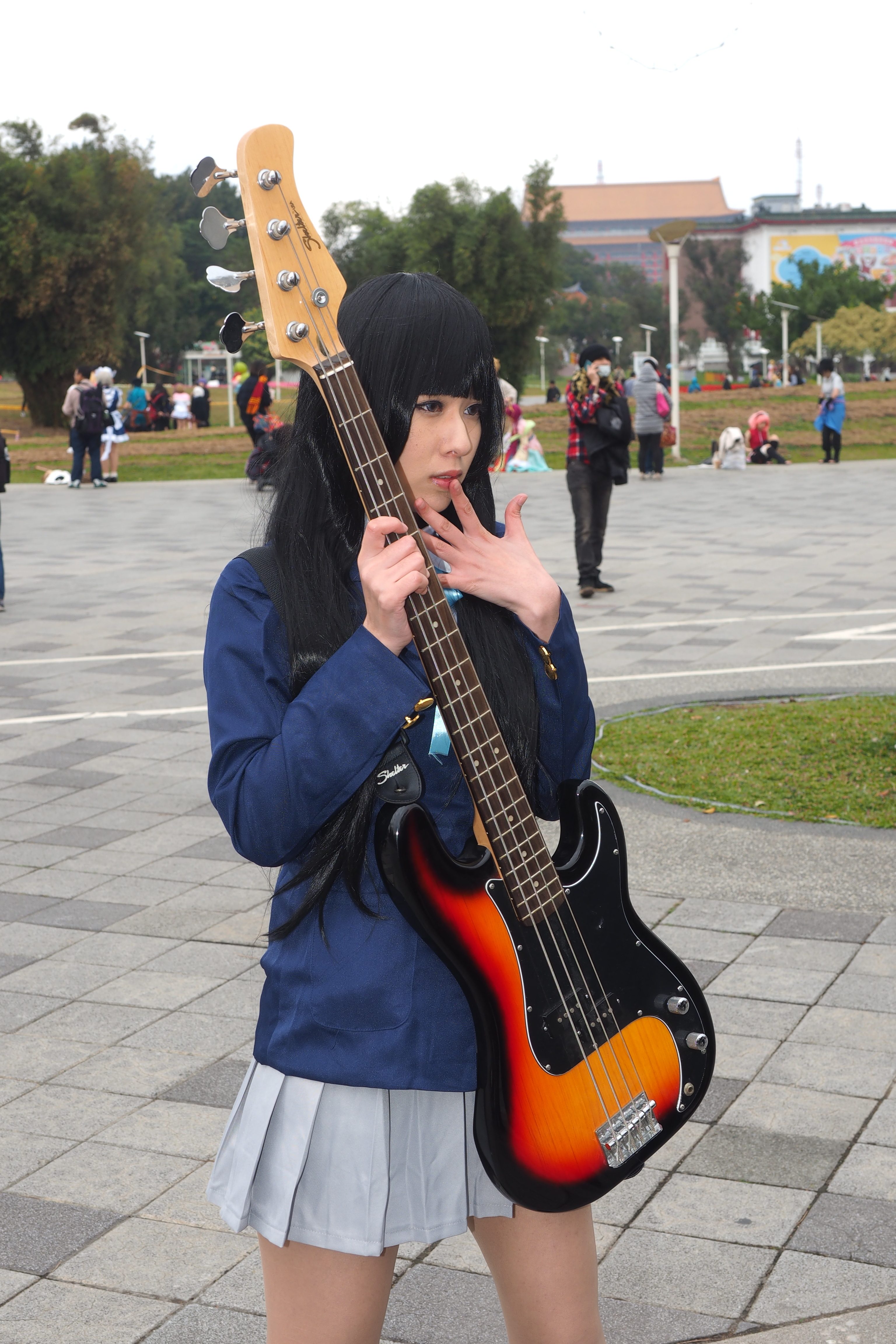
코스프레 모습

아키야마 미오(秋山 澪)는 《케이온!》의 등장인물이다. 경음악부에 있는 부끄럼 많은 여고생이다. 만화책 첫 권에서 펜더 Precision 베이스를 사용하는 것으로 보이지만, 왼손잡이용 3색 Sunburst 펜더 재즈 베이스를 tortoiseshell pickguard와 함께 사용한다. 그녀는 D'Addario EXL160M medium 베이스 현을 사용한다. 나중에 베이스에 애니메이션에서 엘리자베스라는 이름이 붙여진다. 미오의 머리카락은 길고 검은색이다. 눈은 갈색이고 다른 등장인물보다 2007년 4월 1일부터 2010년 3월 13일까지 임시 리더 때에 눈이 살짝 더 많이 날카로운 편이다.

## 음악적 감성·재능
악기로 베이스를 선택한 이유는, 기타를 연주할 밴드의 연주 시에 전면에 나와서 사람들의 이목이 집중되는 것이 부끄럽기 때문이다. 이러한 이유 때문에 베이스를 연주한다고는 하지만, 그 솜씨에 관해서는 아즈사는 물론, 준에게도 좋은 평가를 받고 있으며, 다른 밴드에도 팬이 있을 정도이다. 애니메이션의 오프닝 영상에는 손가락 피킹에 의한 연주로 그려져 있지만, 원작 및 애니메이션 본편에서는 픽을 사용하여 연주하는 것이 많다.
전문적 지식이 적은 유이와 다르게 쵸킹 등의 용어도 알고 있으며, 애니메이션에서 지미 헨드릭스, 지미 페이지, 제프 벡, 코지 파웰, 키스 문 등의 뮤지션의 이름을 거침없이 말하는 것으로 보아 전반적인 음악 지식 수준이 높다. 이와 같이 미오는 음악에 대해 더 기술적이기 때문에 유이는 더 많은 기타 강습이 필요한 경우 미오에게 찾아오기도 한다. 애니메이션 제2기 3화에서 스스로의 ‘베이시스트’로서의 역할에 대해서도, 다른 멤버에게 베이스를 맡기고 싶지 않다고 말하며 강한 의지를 보여준다.
미오는 무대 중앙에 있는 것을 싫어하지만 밴드의 두 번째 보컬리스트이다. 가능한 한 리드 보컬을 피하려고 하며 일반적으로 유이가 노래를 부를 수 없을 때에만 노래한다. 그들이 주로 "후와후와타임(ふわふわタイム)" 같은 몇몇 이상하고 소녀스러움이 과한 가사를 부르기는 하지만 그녀는 대부분의 노래를 썼다.
자신이 왼손잡이인 것에 대해 약간의 컴플렉스를 느끼고 있어서, 또 왼손잡이용 악기가 좀 귀하기 때문에 악기 매장에 전시되고 있는 왼손잡이용 모델이나 같은 왼손잡이 악기 연주자에 대해서 큰 반응을 보인다. 또한, 왼손잡이용 악기전을 볼 때마다 기뻐서 어쩔 줄 모르게 된다.

## ‘방과 후 티타임’ 관련
미오는 원래 문예부에 들려고 했지만, 그녀의 소꿉친구와 경음부장이자 드러머인 리츠에 의해 경음악부에 들도록 강요받았다.
다른 멤버들과 같이 문제없이 지내고 있지만, 그 성실한 성격때문에 경음악부 내에서는 비교적 연습에 중점을 두는 위치이다. 부장인 리츠를 대신하여 리더쉽을 발휘하기도 하는 것은 아즈사가 존경의 시선을 보내는 이유 중 하나이다.
〈후와후와 타임〉, 〈카레 다음에 밥〉, 〈내 사랑은 호치키스〉, 〈붓펜 ~볼펜~〉 등, 곡명이나 가사에 대해 독특한 센스를 갖고 있다. 애니메이션 제2기 17화에서는 작사에 동물을 이용하는 모습을 보여주었다.
눈에 띄므로 평상시에는 잘 하지 않지만, 보컬인 유이에게 예측하지 못한 사태가 일어났을 때에는 대신 보컬을 겸하기도 한다. 애니메이션에서는 엔딩 테마 《Don't say "lazy"》(제1기)나 《Listen!!》(제2기 첫번째), 《NO,Thank You!》(제2기 두번째)의 보컬을 담당하였으며, 작중에서는 〈푹신푹신 시간〉, 〈붓펜 ~볼펜~〉(제1기), 〈퓨어퓨어 하트〉(제2기) 등을 불렀다.
1학년 학원제의 라이브 공연이 끝난 직후에는 케이블에 다리가 걸려 넘어지면서 관객에게 팬티를 보여버렸다. 이에 따라 공연 후에 팬클럽이 만들어질 정도로 인기를 끌었지만 그 충격으로 무대를 두려워하는 묘사가 보인다.
뜻하지 않은 자신의 인기에 복잡한 감정을 가지지만, 팬클럽의 회원 번호 1번(팬클럽 회장)이었던 소카베 선배를 위해서 즉석 라이브를 실시하거나, 애니메이션 제2기 7화에서는 팬들에게 감사를 담아 신곡의 발표를 겸한 파티를 여는 등 자신을 응원해 주는 사람에 대한 보답 또한 확실하다.

## 성격
어른스러운 외형이나 낮은 어조와 연상의 말투와는 정반대로 낯가림이나 외로움을 잘탄다. 아프거나 무서운 느낌의 이야기를 좋아하지 않는다. 초등학생 때는 친구도 별로 없고 책만 읽고 있는 수수한 여자 아이였다. 어른스러운 말투는 초등학생 때에 자신에게 자신감을 불어넣기 위해 리츠와 함께 연습하기 시작했던 것으로, 소녀다운 말투로 이야기하는 일도 가끔 있다.
부끄러움 또한 잘 타는 성격으로, 보컬을 담당하게 될 라이브 전에는 극도로 긴장해서 동요하기도 한다. 애니메이션에서는 3학년 학원제에서의 '로미오' 역을 잘 해내기 위해 코토부키 가에서 경영하는 찻집에서 유이들과 아르바이트를 했지만, 부끄럼이 사라지지 않았고,결국 연극에 도움이 되진 않았다.
애니메이션에서는 리츠의 설득으로 좀 더 자신감을 갖고 앞으로 나오기도 한다. 라이브 하우스에서의 라이브, 다과회 등의 이벤트, 여름 록 페스티벌 등을 적극적으로 즐기는 모습을 보여주었다.
성적은 경음악부 내에서 가장 우수하고 남을 가르치는 것도 잘한다. 사와코에게 공립 대학의 추천 입학을 권유받기도 했지만 경음악부의 3명과 같은 대학을 가기 위해 추천을 포기하였다. 또한, 방과 후 티타임 구성원 중에서 가장 성숙한 모습을 보인다.
하지만 단점은 무시무시하고 소름을 끼치게 하는 것에 약하다는 것인데, 즉 귀신, 피, 사고, 유령의 집, 만각류나 다른 끔찍한 주제가 포함된 이야기가 있을 때 종종 좌절하게 된다. 그녀는 주목을 받는 것을 두려워하고 쉽게 좌절하곤 한다. 또한 종종 리츠와 경음부의 고문이자 3학년의 담임선생님인 사와코로부터 놀림을 받는 대상이 되기도 한다.

## 사건
첫번째 라이브 공연 후에, 매력적인 미오가 큰 박수를 받게 된다. 이는 마지막 순간에 박수를 받으러 무대 앞으로 나가던 중 전선에 걸려서 넘이지면서 줄무늬 팬티를 관중들에게 노출시킨 것이 큰 영향을 끼쳤다. 그리고 이것은 광적으로 미오를 팬으로 좋아했던 전임 학생회장에 의해 이끌어졌다. 또한 갑작스런 그녀에 대한 유명세로, 학급 친구들은 미오를 학급 연극에서 로미오 역할을 맡도록 투표하였고 로미오 역으로 선정되었다. 그녀가 다양한 경험에 부딪치면서 대학에서 매우 즐거운 시간들을 즐길 수 있게 되었다. 그녀는 또한 그녀의 부끄러움 중 일부를 극복할 수 있었고 사치(sachi)나 아야메(Ayame) 같은 새로운 친구들을 사귈 수 있었다.

## 가족 구성·교우 관계
가족에 관한 묘사는 적지만, 부모님을‘마마’,‘파파’라고 부르는 대사가 있다.
2학년이 되면서 경음악부의 같은 학년인 3명과 홀로 떨어진 반이 되었지만, 같은 반이 된 노도카와 친해졌다. 3학년이 되면서 경음악부의 3명과 같은 반이 되었을 때에는 정말로 기뻐했다.
리츠의 소꿉친구 겸 말장난 역할. 리츠의 장난이나 행동에 대해서 주먹으로 제재할 때가 자주 있지만 서로 친구로서의 신뢰가 밑바탕에 깔린 행동이다. 당초 문예부에 입부하기를 희망하고 있었지만, 리츠에 의해 억지로 경음악부에 끌고와져서 결국 그대로 입부하게 되었다. 또한 유이에게도 말장난을 받아주지만 리츠에게처럼 행동으로 제재하는 것은 그려져있지 않다.

## 일상적인 기호
애니메이션에서는 카메라를 가지고 다니면서 기회가 있을 때마다 풍경이나 부원의 모습을 찍기도 한다. 곡을 짓는 데에는 맥북을 사용하고 있다. 집안에서의 음악을 감상할 때에는 헤드폰을 애용한다.
사복으로는 유이와 같은 팬츠 룩 중심으로, 조화로운 옷이 많다. 유이처럼 봉제인형을 좋아함을 암시하는 장면이 묘사되기도 하였다. 살짝 올라간 눈초리와 앞머리는 히메컷으로, 허리까지 내려오는 긴 흑발이 특징.
자신의 베이스는 고민을 거듭하여 간신히 구입을 결심했던 것으로, 조금 상처가 난 것만으로 리츠에게 울며 매달리는 등 상당한 애착을 가지고 있다. 유이가 멋대로 ‘베이스(ベース)’의 명칭을 따서 ‘엘리자베스(エリザベス)’라고 이름을 붙이자 처음에는 싫어했으나 곧 미오도 그 이름으로 부르게 되었다.

## 체질
신체의 균형은 경음악부 내에서 1위(특히 가슴)로, 그것을 이유로 리츠가 뜬금없이 지적하기도 했다. 부원 중에서 가장 손이 큰 것을 신경쓴다. 겨울에 살찌기 쉬운 체질이라고 스스로 말하며, 겨울에는 체중을 신경쓰고 간식도 줄인다.

## 인기
2012년 1월 15일, TBS의 공식 온라인 쇼핑몰은 아키야마 미오의 생일을 축하하기 위해 1,150장의 생일 축하 카드를 판매했으며, 일요일에 5,000엔 이상을 소비한 첫 번째 650명들에게는 한정판 생일 카드를 지급하였다.

## 같이 보기
- 케이온!
- 히라사와 유이
- 코토부키 츠무기